# مفاهیم پایه در علوم تجربی
مجموعه مفاهیم پایه در علوم تجربی مجموعه کتاب‌های مقدماتی برای آشنایی با علوم تجربی است که در سال ۱۳۸۷ ترجمهٔ فارسی آن منتشر و در مراسم کتاب سال جمهوری اسلامی ایران به‌عنوان کتاب برگزیده معرفی شد.